# (6513) 1987 UW1
A (6513) 1987 UW1 a Naprendszer kisbolygóövében található aszteroida. Ueda Szeidzsi és Kaneda Hirosi fedezte fel 1987. október 28-án.